# Храм иконы Божией Матери «Всех скорбящих Радость» (Рошаль)
Храм иконы Божией Матери «Всех скорбящих Радость» — православный храм Шатурского благочиния Московской епархии. Расположен в городе Рошале Московской области.

## История
Строительство храма планировалось ещё в начале XX века, но этому помешала революция 1917 года.
В 1997 году было принято решение о строительстве храма, и уже в апреле в специально приспособленном доме совершилось первое богослужение. Однако здание было слишком мало для всех верующих, в связи с чем настоятель обратился с просьбой к руководителю химического предприятия передать верующим одно из зданий завода (бывшая машинно-расчетная станция), построенное в 1914 году. Руководство предприятия пошло на встречу и передало верующим здание под церковь.
В начале 1998 года начались реставрационные работы, при перестройке под храм здание надстроено деревянным куполом.
Летом 1998 года жительница одной из окрестных деревень передала храму икону Божией Матери «Всех скорбящих Радость».
При храме открыта воскресная школа.